# حبيل العلى (يهر)

تعديل مصدري - تعديل

حبيل العلى هي إحدى قرى عزلة يهر بمديرية يهر التابعة لمحافظة لحج، بلغ تعداد سكانها 45 نسمة حسب تعداد اليمن لعام 2004.